# Christia constrica
Christia constrica är en ärtväxtart som först beskrevs av Anton Karl Schindler, och fick sitt nu gällande namn av T.C.Chen. Christia constrica ingår i släktet Christia och familjen ärtväxter. Inga underarter finns listade i Catalogue of Life.